# Петросян, Вреж Варужанович
Вреж Варужанович Петросян (род. 14 декабря 1995, Саратов, Россия) — российский кикбоксёр и тренер, 2-кратный чемпион мира по кикбоксингу, 7-кратный чемпион России по кикбоксингу. Заслуженный мастер спорта России, мастер спорта России международного класса, мастер спорта России. Является одним из самых титулованных кикбоксёров России.

## Биография
Родился 14 декабря 1995 года в Саратове.
Отучился 11 классов в школе № 105 своего родного города, после чего окончил Саратовский государственный университет имени Н. Г. Чернышевского, получил в институте физической культуры и спорта образование по направлению «Физическая культура», магистратура, красный диплом.

## Спортивные достижения

### Юниорские чемпионаты
- Чемпионат мира среди студентов по кикбоксингу (Уфа, Россия, 2014)[7].
- Первенство России по кикбоксингу (Саратов, Россия, 2013)[7].
- Чемпионат Первенства России по кикбоксингу (Омск, Россия, 2014)[7].
- Чемпионат Первенства мира по кикбоксингу (Италия, 2014).
- Чемпионат Кубка России (Нижний Тагил, Россия, 2012).

### Взрослые чемпионаты
- Чемпионат России по кикбоксингу (Новосибирск, Россия, 2015)[7].
- Чемпионат Кубка мира по кикбоксингу (World Cup Diamond, Анапа, Россия, 2015)[7].
- Чемпионат мира по кикбоксингу (Дублин, Ирландия, 2015).
- Чемпионат России по кикбоксингу (Екатеринбург, Россия, 2016)[7].
- Чемпионат Европы по кикбоксингу (Марибор, Словения, 2016)[8].
- Чемпионат и Первенство ПФО по кикбоксингу (2016)[7].
- Чемпионат России по кикбоксингу (Омск, Россия, 2017)[9].
- Чемпионат мира по кикбоксингу (Будапешт, Венгрия, 2017)[10].
- Чемпионат Кубка мира по кикбоксингу (Римини, Италия, 2017)[7].
- Чемпионат России по кикбоксингу (Москва, Россия, 2018)[11].
- Чемпионат Кубка мира (Римини, Италия, 2018)[12].
- Чемпионат России по кикбоксингу (Самара, Россия, 2019)[13].
- Чемпионат России по кикбоксингу (Ульяновск, Россия, 2020)[14].
- Чемпионат России по кикбоксингу (Челябинск, Россия, 2021)[15].
- Чемпиона мира по кикбоксингу (Езоло, Италия, 2021)[16].
- Чемпионат Евразии по кикбоксингу (Екатеринбург, Россия, 2022)[7].
- Чемпионат Кубка России по кикбоксингу (Омск, Россия, 2025)[7].

### Звания
- Заслуженный мастер спорта России по кикбоксингу (2019)[4].
- Мастер спорта России международного класса по кикбоксингу (2016)[5].
- Мастер спорта России по кикбоксингу (2015)[6].

### Почести
- Доска почёта Ленинского района (Саратов, Россия, 2012).
- Городская доска почёта «За высокие достижения в области спорта» (Саратов, Россия, 2019)[3].
- Лауреат премии главы администрации муниципального образования города Саратова «Успех» в номинации «За выдающиеся достижения в области спорта»[17].
- Доска почёта «Аллея спортивных рекордов города Саратова» (Саратов, Россия, 2016)[17].
- Лауреат молодёдной премии им. П. А. Столыпина «За выдающиеся достижения в области физической культуры и спорта», 2019[2].
- Лучший боец Кубка мира (2018)[7].